# Paragem de Poço de Santiago
A Paragem de Poço de Santiago foi uma gare da Linha do Vouga, que servia a zona de Poço Santiago, no Distrito de Aveiro, em Portugal.

## História

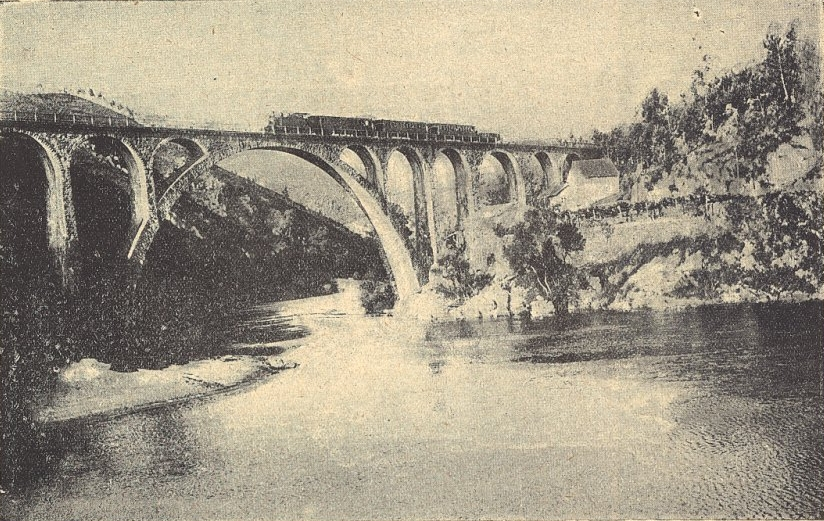
Ponte Ferroviária de Poço de Santiago.

Esta interface fazia parte do troço da Linha do Vouga Foz do Rio Mau e Ribeiradio, que abriu à exploração em 4 de Novembro de 1913, pela Compagnie Française pour la Construction et Exploitation des Chemins de Fer à l'Étranger.
Em 1 de Janeiro de 1947, a exploração da Linha do Vouga passou para a Companhia dos Caminhos de Ferro Portugueses. O troço entre Sernada do Vouga e Viseu foi encerrado no dia 2 de Janeiro de 1990, pela empresa Caminhos de Ferro Portugueses.

## Leitura recomendada
- SILVA, José;RIBEIRO, Manuel (2007). Os Comboios em Portugal. III 1.ª ed. Lisboa: Terramar - Editores, Distribuidores e Livreiros, Lda. 203 páginas. ISBN 978-972-710-408-6